# 日本の経済史
- 日本 > 日本の経済 > 日本の経済史
- 日本 > 日本の歴史 > 日本の経済史

日本の経済史（にほんのけいざいし）では、日本における経済活動の歴史について説明する。

## 古代・飛鳥時代 - 平安時代

### 最初の貨幣経済
古代の日本には無文銀銭や富本銭といった貨幣が存在していたが、いずれも実用性を持ったものだったかは議論されている。日本においてある程度広範囲に流通した最古の鋳造貨幣は708年（和銅元年）に鋳造された和同開珎である。以降、958年（天徳2年）に鋳造された乾元大宝に至るまで、皇朝十二銭と呼ばれる12種類の銅貨が発行された。このほかに金貨の開基勝宝や銀貨の大平元宝なども作られたが、広く流通したものではなかったようである。
当時の日本社会では貨幣の素材そのものに価値がある物品貨幣が用いられていた。当時の日本における物品貨幣としては米、真綿、布などがある。皇朝十二銭は畿内とその周辺国以外にはあまり普及しなかったようである。やがて原材料となる銅の不足や朝廷の弱体化もあり、改鋳を重ねるごとに銅銭の品質は劣化してゆき、信頼は失われていった。米の購買力を基準として計算すると、8世紀初めから9世紀中ごろまでに貨幣価値は150分の1まで低下したとされる。また、私的に偽造された私鋳銭も広く出回った。朝廷による貨幣の発行は958年（天徳2年）が最後である。11世紀には銅貨よりも物品貨幣が使用されることが多くなった。

## 中世・鎌倉時代 - 室町時代

### 鎌倉時代
12世紀後半から日宋貿易が活発化した。平清盛は貿易に熱心で、大量に宋銭が輸入された。宋銭による資金力が平家を台頭させたと考えた朝廷はその流通を停止させようとしたが、鎌倉時代に入るとその流通はますます加速し、鎌倉幕府と朝廷がともに宋銭の使用を認めるようになった。13世紀に入ると絹織物が持っていた貨幣としての機能を銭貨が担うようになり、次第に年貢も銭貨で納められるようになった（金納・代銭納）。
また、この時代の特徴として債務の一部あるいは全部の免除（債権放棄）を命じる徳政令が存在したことである。その背景として、古代以来の土地などにおける本主権の概念の存在など、債務者の権利が債権者の権利よりも優先されるとする経済観念が社会に浸透していたことが挙げられる。こうした観念は室町時代（15世紀）後半まで一般的であったことが知られ、その後も支配者による徳政政策に基づく徳政令の発動などが中世を通じて行われた。
寺社領とは、かつて日本にあった領地区分のひとつ。

## 近世・戦国時代 - 江戸時代

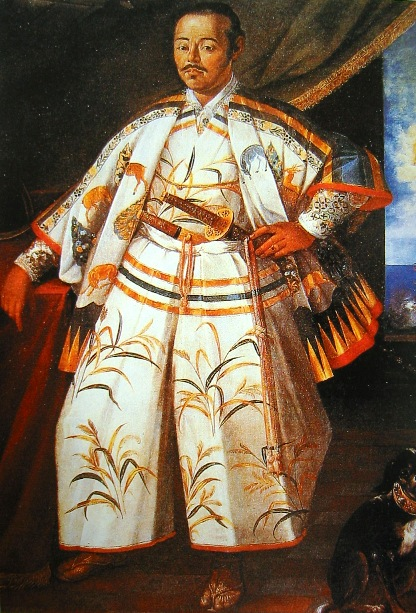
「支倉常長像」 1面 油彩・キャンバス 17世紀 アルキータ・リッチ筆 イタリア・個人蔵（パラッツォ・ボルゲーゼ（ボルゲーゼ宮、:en:Palazzo Borghese）保管）ローマで常長の世話役だったボルゲーゼ枢機卿の命で制作され、縦196.0cm、横146.0cmの巨大な画面に等身大で描かれている。

### 戦国時代の経済
京都は応仁の乱で焼け、度重なる戦乱で農地は荒廃した。兵農一致のため農民は戦争に駆り出されたり、戦闘が始まると戦火を逃れるため農地を離れたり奴隷にされたりと、農業生産は安定しなかった。安土桃山時代になると 一定規模の領域を支配する戦国大名により治水や新田開発、商業政策、交通の自由化などが行われ、農家の子弟が河川上流域から中下流域へ移動していったり、活発な商業活動が行われるようになった。六角定頼が発明した楽市楽座制度は織田信長などに普及し、商業は自由化した。豊臣秀吉は兵農分離と刀狩を行った。これにより耕地面積と人口扶養力、商業活動は増加、やがて江戸時代になると安定した成長を始めることになる。石見銀山は朝鮮半島から伝わった灰吹法もあって銀生産を活発化、国内金山と銅山も大名により開発され、ポルトガル商人の仲介で中国に流入していった。

### 江戸時代 石高制と米納年貢制
江戸時代では、清、李氏朝鮮、オランダが主要な交易先であった。国内の経済は稲（米）が中心であり、稲の凶作が飢饉を引き起こすなど、稲の豊凶は経済や社会情勢に重大な影響を与えていた。徳川時代後期には農業技術の向上により米の生産量は増大するが、流通量の増加は米価を下落させ、米を中心とした石高を基調とする幕府諸藩の経済体制は苦しくなっていく。なお、1730年に大坂には米の先物取引が行われた。
全国の生産と物流のネットワークは、二大消費地であった江戸と上方を中心に編成され、活発な商取引が行なわれていた。特に、江戸における普請事業は、建設投資の乗数効果を通じて経済成長を生み出していた。「火事と喧嘩は江戸の華」と呼ばれるほど江戸は火事が多く、火事のたびに木材需要が発生し、うまく木材を調達することによって成金となる者もいた。建設投資は、諸藩の収益を江戸へ送ることで達成され、その投資は木材需要などを通じて再び諸藩の経済へ還流した。これらの全国的な通商路の効率性を高めるため、積載性能と省力性に優れた弁才船が国内海運の主力となる。
財政面では、乱高下する米価に左右され、収入を確保しようとたびたび貨幣改鋳を行なった。
例えば、荻原重秀による元禄・宝永の改鋳 では、金銀含有量を下げて貨幣を発行し、米価や諸色が上昇して、インフレーションが起きた。結果、財政が健全化し、好景気により華奢な元禄文化が生まれた。
しかし、南関東地震による出費や、過度の金融緩和策で物価騰貴を招き、最終的に庶民の生活を圧迫した。このインフレは新井白石の進言による貨幣量制限政策によりデフレーションに陥いる。白石の政策は米の売却益を主な貨幣収入とする武士、農民の生活を圧迫したが、長期的には米価を安定させた。
徳川時代中期には、再び徳川幕府の財政は悪化していた。そのため、紀州藩の財政を建て直した徳川吉宗が将軍に就任すると、紀州藩での改革を徳川幕府でも行った（享保の改革）が、江戸の経済・財政はかえって悪化した（合成の誤謬）。その後、1736年（元文元年）の荻原と同様、貨幣改鋳（元文の改鋳）によるリフレーションで深刻なデフレを解消し、幕府の財政も経済も大幅に好転した。また、検見法に代えて定免法を導入したことにより、検地が行われない一方で農業生産力が高まるにつれ、農民の年貢負担が軽減されていった（反面、武士や幕府・藩財政は窮乏していく）。
生産技術は、家内制手工業や工場制手工業が主であった。1830年代になると、銑鉄を大量生産するための反射炉が、各地で建造された。
徳川時代に代替財などの生産力をつけ、国内市場を発展させ、寺子屋によって識字率も高まったために、明治維新以後の発展の基礎条件のいくつかが形成された。

### 諸藩の財政改革と国益思想の登場
徳川時代の中期（18世紀半ば頃）には藩経済の自立化政策として国益思想があらわれ多くの経世家が登場した。政策の中心は国産品による自給自足と交易商品（特産品）の奨励で、現代の「国富 (national wealth)」や「国益 (national interest)」とは異なり、この場合の国益概念は基本的に藩単位であり、「貿易黒字」というほうがふさわしいとの解釈もある。ただし、三浦梅園などは重金主義を批判し、本多利明は日本を単位として国益を考えていた。
藩財政の危機に伴い、諸藩では商品作物・特産品の生産販売奨励や藩専売制、藩札発行、反射炉建設などの改革が行われた。時代は前後するが、会津藩の上杉鷹山や松代藩の恩田木工、松山藩の山田方谷などはよく知られている。特に西南諸藩では長州藩の村田清風や薩摩藩の調所広郷、佐賀藩の鍋島直正などが藩政改革を行い、のち倒幕・維新の中心を成す雄藩を形成していった。
江戸期の経世家としては、熊沢蕃山、荻生徂徠、太宰春台、海保青陵、三浦梅園、本多利明、林子平、佐藤信淵、二宮尊徳、山片蟠桃などがいる。

## 近代・明治時代 - 昭和10年代

### 明治期
明治政府が成立して徳川幕府を倒すと、明治政府は「富国強兵」「殖産興業」政策によって軽工業を中心に工業化・近代化を遂げ、株式市場での直接金融による資金調達を行う近代的な市場経済を発達させた。主な輸出品は絹、マッチ、電球などの軽工業製品であり、特に絹糸は、第二次世界大戦終結まで「外貨獲得産業」ともなった。また、1900年代には鉄鋼などの重工業も始まったが、発達せず、輸入超過が続いた。
財閥と呼ばれた巨大企業は、1900年代から多くの分野に手を出し始めた。日清戦争と日露戦争と、度重なる対外拡張政策などにより、外債の発行が続き、日本の対外債務は膨張。1905年（明治38年）から1914年（大正3年）にかけての時期は大不況となり、明治維新以来の経済体制は崩壊の危機に瀕した。
又、第二次大戦終結まで続いた「富国強兵」時代の経済指標として軍艦の保有数が目安にされていた。

### 大正期 - 昭和10年代
第一次世界大戦でヨーロッパにおいて軍需が盛り上がったため、日本の経済は非常に潤い、農業国から工業国へと転換し、大戦景気が起きた。また、アメリカと同様に債権国へ転換した。
しかし、第一次世界大戦が終結してヨーロッパの軍需が冷え込むと外需に依存していた日本は、1920年以後には戦後恐慌に陥った。1923年の関東大震災なども重なり銀行の信用構造は大きく揺らぎ、1927年に昭和金融恐慌が発生した。さらに1930年、立憲民政党を中心とする濱口内閣が実行した経済政策（金解禁）が世界恐慌と重なることで頓挫し、不況は悪化して昭和恐慌と呼ばれた。
その後政権が立憲政友会を中心とする犬養内閣に戻り、高橋是清蔵相の下、金解禁を再禁止し、積極的な財政政策により世界恐慌による混乱から日本経済を一足早く脱出させた。しかしそんな高橋らの苦労もむなしく、1930年に濱口雄幸が東京駅で銃撃され、1932年には、濱口内閣の蔵相だった井上準之助(血盟団事件)・犬養毅(五・一五事件)が立て続けに暗殺された。1936年には、高橋是清も二・ニ六事件で暗殺され、日本の経済は歯止めが利かなくなっていった。1931年に満州事変が発生し、過剰人口を満蒙開拓移民として送り出す政策が行われた。
世界恐慌の中で躍進を遂げたソビエト連邦の五カ年計画に感化され、日本でも自由主義経済から国家統制経済に移行すべきだと主張する革新官僚が現れた。日中戦争が始まると、国家総動員体制を望む軍部と連携し、次々と経済を官僚の統制下におくようになる。太平洋戦争が始まると日本経済は完全に国家統制経済となり、自由主義経済は潰えた。莫大な戦費は大増税だけではまかないきれず、日銀引受による国債の乱発や軍票の乱発が行われ、これが戦中・戦後のハイパーインフレーションを引き起こす要因となった。
一方、終身雇用や労使一体、月給制など日本的雇用慣習といわれるものがこの時期に作られ、また、官民の協力体制や厚生年金などによる資源配分の傾斜、産業構造の重化学工業化と、財閥による垂直生産体制の整備は、戦後の経済発展の下地を作った。

## 現代・昭和20年代 - 令和時代

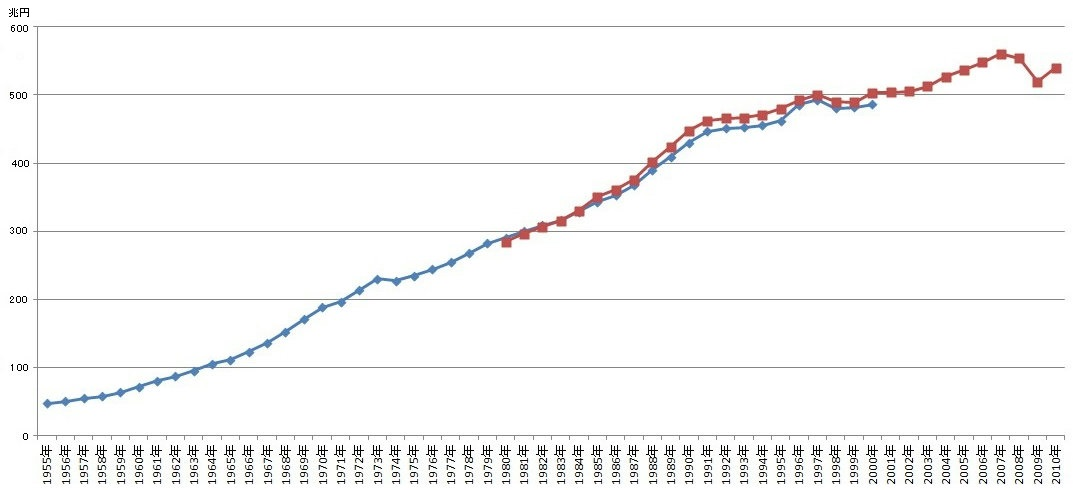
青が1990年基準で、赤が2000年基準によるグラフとなっている。

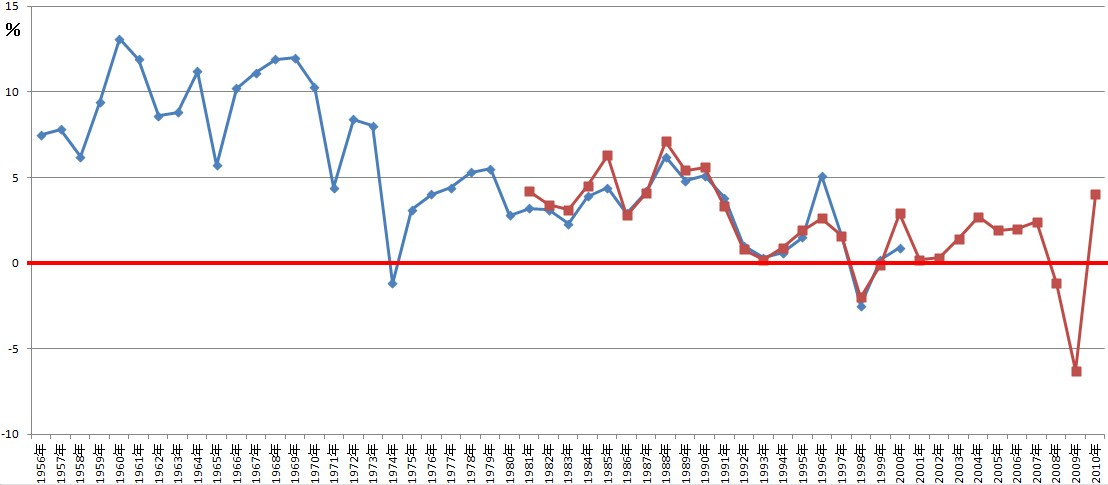
青が1990年基準で、赤が2000年基準によるグラフとなっている。

### 戦後混乱期
第二次世界大戦により、日本の産業は壊滅的な打撃を受けた。GHQの命令による財閥の解体、被災した生産設備、物流の寸断、不足する物資、復員兵や引揚者の帰国による急激な人口増で経済は混迷を極めた。GHQの経済政策は戦前の財閥による資本集中を排斥し、自由競争を促進とする経済民主化政策として、軍需から民需へ、財閥の解体や独占禁止法の公布、労働組合設立の推奨を行い経済民主化政策（戦後改革）を行った。GHQはアメリカのニューディラーと呼ばれるリベラルな政策を行う経済専門家が中心となり、アメリカ本国よりも過激な経済政策を用いた。財閥の解体や公職追放によって経営陣が大幅に若返ったことや、戦時官僚機構が温存されたことがその後に発展する高度成長の下地となった。
第二次大戦終結に伴い、戦中に発行された国債・軍票が一斉に償還されたためハイパーインフレーション（戦後インフレ）が発生し、預金封鎖や新円切り替えなどが行われた。戦後混乱期も闇経済の状態が続いており、主要物資は配給制、物資は統制、庶民は身の回りの物を闇市場で売るタケノコ生活を余儀なくされた。基幹産業が操業を再開すると資源配分を主要産業に振り向ける傾斜生産方式の実行のため、大規模な金融緩和を行った。そのさい復興金融金庫により融資された大量の資金が、国債償還の影響とあいまってハイパーインフレーションをもたらした。
このため、1948年12月に経済安定9原則が勧告、翌年3月にはドッジ・ラインが実施され、緊縮財政、公務員や公企業の人員整理、1ドル360円の固定相場の設定、預金封鎖、新円切り替えなどが行われた。更に、傾斜生産方式を主導した和田博雄がインフレを抑えるため、農地改革を行った。それまで、少数支配であった農地を多数で生産することや、政府による買い上げにより、インフレ（特に食料価格）を防ごうとした。これらの政策でインフレは収束したが、今度はデフレが発生し、安定恐慌（ドッジ不況）と呼ばれた。
労働運動は盛り上がったが、その行き過ぎた労働運動がGHQに共産主義浸透と懸念され、ゼネスト中止令や下山事件に代表される公安事件が起こり、その取り締まりを名目に労働運動弾圧政策に転換して社会不安は高まった。反面、それまで共産党の主要な支持母体であった農村部では、農地改革により急速に支持を失っていった。

### 戦後復興期
1950年に朝鮮戦争が勃発し、日本を前進基地として朝鮮特需（特需景気）が発生し、それを機に青息吐息だった日本の産業は大きく息を吹き返した。

### 高度経済成長期
朝鮮特需後も輸出で獲得した外貨を元手にした設備投資による生産の増大と、戦災からの復興でインフラが整備され始めたこと、労働組合の存在をバックにした労働者賃金の上昇による購買力の増大がかみあって、製造業を軸に高度経済成長を達成し、日本の経済は拡大につぐ拡大を遂げた。このすさまじい好景気は、神武天皇（日本の初代天皇）が即位して以来の好景気だという意味を込め「神武景気」（1954年12月から1957年6月）、その後、なべ底不況（1957年7月から1958年6月）を経て神武景気を超える好景気だという意味を込め「岩戸景気」（1958年7月から1961年12月）と呼ばれるほどであった。さらには、東海道新幹線や1964年東京オリンピックなどの特需によって、オリンピック景気が生じ、日本経済は好調を極めた。
この成長により、証券市場も成長し、投資信託の残高は1兆円を突破するまでとなった。しかし、東京オリンピックの特需がなくなったことや、金融引き締めが重なり、経済は急速に縮小、多くの大手証券会社が赤字に陥り、1965年に証券不況（構造不況、昭和40年不況）が起きた。この不況の拡大を防止するため、戦後初の日銀特融が山一證券に実施され、また、当時の大蔵大臣であった福田赳夫の主導により、日銀引き受けによる戦後初の国債（建設国債）の発行を行い、この不況を乗り切った。
以後も経済成長は続き、1960年に池田内閣が発表した、所得を10年間で2倍にするという所得倍増計画が7年間という短期間で達成された。さらに1968年には、西ドイツを抜き国内総生産ベースで世界第2位となった。この1965年から1970年の間は好景気が続き、当時戦後最長を記録した。この好景気は神武景気や岩戸景気を超える好景気だという意味を込め「いざなぎ景気」と呼ばれた。
1970年になると日本万国博覧会による特需で、好調であったものの、1971年8月15日にリチャード・ニクソン大統領がブレトン・ウッズ協定により固定比率であったドル紙幣と金との兌換を停止を宣言（ニクソン・ショック）、その年の12月にスミソニアン協定が結ばれ、今まで、1ドル360円だった固定相場が1ドル308円の固定相場に変更された。しかし、その後この協定による体制（スミソニアン体制）は長続きせず、日本は1973年2月から固定相場制から変動相場制へと移行することとなった。この為替レートの変更や変動相場制への変更による為替差損で輸出産業は大打撃を受け、高度経済成長期の終焉を迎えた。
経済・産業構造は農業や繊維などの軽工業から、鉄鋼・造船・化学などの重化学工業が中心となった。この経済成長で雇用の拡大が続いて失業率は3%を切り、完全雇用が達成された。個人所得の増大により可処分所得が増加したことから、耐久消費財の需要も増加し、三種の神器や3Cの登場で消費ブームが発生した。更に、日本初の高速道路として名神高速道路の開通と共に自家用自動車市場が拡大し、日本のモータリゼーションが始まった。一方では、石炭から石油のエネルギー政策の転換によって炭坑の廃坑による労働争議が勃発し、地方と都市部の所得格差の拡大、公害の発生やそれによる環境破壊、東京一極集中による地方の過疎化、大企業と中小企業との二重構造が顕著となった。

### 安定成長期
1973年2月の固定相場制から変動相場制に移行後、さらに、1973年10月には第四次中東戦争を発端とした中東産油国の原油輸出制限で、原油価格の大幅な上昇（オイルショック）により狂乱物価が勃発し、総需要抑制政策から1974年にはマイナスの実質経済成長率（-1.2%）となり、高度経済成長期から安定成長期（中成長期）に完全移行した。また、税収不足から1975年度から赤字国債が発行されるようになり、この年から恒常的な財政赤字が始まった。
これまでの高度成長が労働集約型産業主導であったことにより、人口は次第に農山村から、太平洋ベルト、とりわけ首都圏 (日本)に集中した。そのため過疎化が問題となり、また大都市も人口の急激な増加による過密化の問題を抱えるようになっていたことから、田中角栄は日本列島改造論（列島改造ブーム）を提唱し、大都市と地方の格差を埋める目的と、地方の雇用対策のために、高速道路網を全国に張り巡らせ、地方に病院や港湾、学校などの公共施設を次々と建てて、大都市と地方のインフラ格差を埋めた。大規模で継続的な公共事業は、地方の雇用・経済をさらに潤わせることになった。
また1970年代以降、主要輸出品は鉄鋼から自動車や家電へと移行し、1970年代後半から経常黒字が漸増した。1980年代に入ると躍進し続ける日本企業の経営が世界中の手本とされ、日本経済は「Japan as No.1」と賞賛された。しかし、これら自動車や家電の輸出産業（ハイテク産業）の躍進は諸外国、特にアメリカとの間に日米貿易摩擦を巻き起こし、アメリカ側の経常赤字の解消、日本側の内需拡大が課題とされた。

### バブル経済期
1985年にはプラザ合意により円高ドル安へと誘導され、急激な円高が生じた。政府は円高による円高不況の懸念から日本銀行は著しい金融緩和を実施した。この金融緩和の中で、1980年代後半から内需主導で、低金利政策を採用などの景気拡大政策を行い、過剰流動性が発生し、信用創造が膨らんで不動産、株価が大幅に上昇して好景気をもたらし、後々バブル期（バブル景気）と呼ばれることとなった。
この景気の好調を背景に日本企業は、海外（特に東南アジア）へ積極投資を行い、世界経済化（グローバル化）の流れが始まった。
また、行政改革の一環で日本電信電話公社、日本専売公社、日本国有鉄道の三公社の民営化が行われた。1989年4月より消費税が新設される。
1989年1月に昭和が、1989年12月に冷戦が終わる。日本経済は絶頂期にあり、21世紀は日本の時代という楽観的ムードの中、新元号平成を迎えた。

### バブル経済崩壊後
1990年に昭和・平成バブル経済が崩壊（バブル崩壊）し、日本の経済が低迷した。昭和・平成バブル経済の崩壊により、資産価格（株価、地価）が一気に下落した。これは大蔵省や日銀が必要以上に引き締めを続けたことが逆に失敗したこと、中曽根内閣以降で内閣の交代が相次ぎ、さらに55年体制も崩壊して日本の政治体制の混乱が続いたこと、住専問題に代表されるバブル後遺症の不良債権処理が後手に回ったこと、アメリカで起こった「リストラ」「ダウンサイジング」と称した整理解雇ブームが日本でも起こったことなど様々な要因が指摘される。これにより、安定成長期（中成長期）はこの年で終焉した。

#### 大量破綻
金融機関はBIS規制、金融ビッグバン対策、新たに導入される時価会計制度から不良債権の処理が急務となり、融資の引上げが相次いだ。このため中小零細企業だけでなく大企業の倒産も相次ぎ、経済停滞が長引いた。民間企業は過剰な設備・雇用・負債を抱え込み、経済は停滞し、バブル崩壊後積み重なった不良債権に、1997年のアジア通貨危機が加わり、金融危機が発生した。日産生命、山一證券、北海道拓殖銀行、翌1998年には日本長期信用銀行などの名門金融機関の破綻が相次ぎ、大手金融機関同士の合併・統合が進んだ。この年は名目GDP成長率が戦後最悪の－1.5 %を記録し、ジャパン・プレミアムにより邦銀、国内企業の海外における資金調達が困難となる。この危機に対して小渕内閣は総額40兆円規模の経済政策を実施したため、小渕首相自身が「世界一の借金王」と言うほど財政赤字は拡大した。

#### リストラと構造改革
バブル崩壊後の日本経済は、日本的経営が覆され、「リストラ」と称した整理解雇ブームが始まり、終身雇用制度が崩壊し始め、人件費も抑制され、1990年代後半にはデフレーションが発生し、さらには借金経営に対する批判から、企業の資金調達はこれまでの間接金融から直接金融へと転換し、消費や公共事業の低迷から、外需への依存が高まっていった。また、円高不況による製造業の海外移転（特に中華人民共和国）が相次ぎ、産業空洞化が進んだ。特に、かつて世界を席巻した電機・半導体業界は、軒並み不振に陥った。
21世紀になり、BRICS諸国が台頭し、貿易相手国の第一位はアメリカから中国に代わった。それらの経済発展に牽引される形で外需が伸びたこと、規制緩和や量的緩和による経済活性化、IT化の普及による企業経営の効率化やIT関連産業に代表される新興産業の隆盛、及び、公的資金注入による金融機関の財務健全化により、不良債権処理が進み、民間企業の過剰な設備・雇用・負債が解消されたことも相俟って、不況時に生まれた諸問題を解消した。また、世界的にインターネット関連の株が急上昇し、インターネット・バブルが発生し、日本でも1998年ごろからIT関連の株価が上昇し始めた。しかし、光通信 (企業)の携帯電話売買を巡る不正発覚をきっかけに株価が暴落、世界的にも連邦準備制度理事会の利上げやアメリカ同時多発テロ事件によって日本でもインターネット・バブル（ITバブル）は崩壊した。
このころから旧来の労使関係は見直され、雇用の流動化が進んだ。また、金融政策が抑えられていたことや、バブル期からの所得税の最高税率引き下げ（約30%）により、経済格差が拡大する要因となった。更に、国内消費や公共事業の低迷により、企業は海外市場を重視するようになった。
2001年には小泉内閣の聖域なき構造改革が始まり、竹中平蔵に迫られ都市銀行はメガバンクに統合し、不良債権問題の処理は進んだ。しかし依然としてデフレーションは克服できず、日本銀行はゼロ金利政策から量的金融緩和政策に踏み切ったが、効果が出るのは、いざなみ景気の終盤になってからであった。当時、ノーベル経済学賞受賞者である経済学者のポール・クルーグマンは「日本政府はインフレターゲットを導入すべきだ」と主張したが、デフレ克服の前例がないため取り入れられなかった。
2002年ごろから、円安を背景に好調な輸出系大企業や、外資による活発な設備投資、さらに日銀による量的緩和政策により、中小企業の倒産件数が大幅に減少 し、下請け企業や内需企業でも過去最高の売上高を記録する企業が現れた。こういった業績の好調や労働者の高齢化から、特に製造業で労働力不足が叫ばれ、景気拡張期が続いた。この景気拡張期間はいざなぎ景気を超える73か月であり、いざなぎ景気に劣らない好景気であるとのことから、イザナギの妻のイザナミからとり、いざなみ景気と呼ばれた。2003年に行われたテイラー・溝口介入による30兆円規模の円安誘導策もそれを下支えした。
しかし、一方で成長率が2%前後であったことから、ダラダラ陽炎景気 とも呼ばれており、大半の国民にとって「実感なき景気回復」という実情が世論調査で示された。労働者派遣事業法の成立、早期退職などの高齢労働者の人件費削減、労働の非正規雇用の拡大が賃金低下を促し、消費性向は回復した ものの、名目賃金が減った為、内需の本格的な成長には至らなかった。政府や日銀が主張した「トリクルダウン理論（ダム論）」は実現しなかった。また、OECD加盟国中一人当たり国内総生産の順位は、諸外国が大きく経済成長したことや、外国為替平衡操作による円安も相俟って、為替レートベースで2000年の3位から2006年には18位まで凋落し、6年連続で低下した。
2005年6月に商法が会社法に変わり、企業の透明性、企業の社会的責任がより求められるようになり、上場企業はこれまで以上の株主を重視した経営が求められるようになった。契約社員、派遣労働に象徴される非正規雇用の低賃金労働者が増加した一方で、ヒルズ族が持てはやされたこともあり、格差社会が徐々に話題となった。好景気であるといわれていた東京でも低所得層が増加し、2006年末に東京都が実施した福祉保健基礎調査によると、年収500万円未満の世帯が初めて過半数を突破した。これらは2000年代後半以降、政治争点のひとつとなった。

#### リーマンショックと世界金融危機
2000年代中盤は景気拡張期であり、2005年の郵政解散を好機として実体経済はともかく株式市場こそ活況を呈しており、新興国やアメリカの好景気の恩恵をそれなりに享受する中にいた。しかし、2007年8月頃よりサブプライム問題が顕在化しはじめ、住宅専門会社の中には破綻するものが出始め、さらに、2008年9月のリーマン・ショックによって世界金融危機へと陥り、日本もその影響をうけた。リーマン・ショックが起こった2008年末には、派遣労働者の大量解雇と一億総中流崩壊を象徴する「年越し派遣村」が話題となり、小泉改革の負の側面が批判された。
国会も財政政策をともなう景気対策を行うこととなり、エコポイントの活用によるグリーン家電普及促進事業、エコカー減税、エコカー補助金などを作り、エコ関連商品を買うことを後押しした。それはある程度の効果があり、景気悪化を食い止めた。
しかしその後も、2009年11月のドバイの政府系企業における不良債権問題を端緒としたドバイ・ショック、ユーロ圏のいわゆるPIIGS諸国における国債の信用不安を端緒とする2010年欧州ソブリン危機（欧州債務危機）、さらにはギリシャ経済危機や米国債ショックなどが起き、その影響は日本にも及び、日本市場にも混乱をもたらした。また、東アジアのハイテク産業の急成長が続くなか日本勢が劣勢となり、中国や台湾企業に買収・事業譲渡される事例も続出した。
2011年3月11日に発生した東日本大震災と福島第一原子力発電所事故は、復興費用や補償費用、電力危機などで経済に悪影響を与えた。

#### リーマンショック後の外国為替相場
外国為替相場については、サブプライム危機により大幅に変動しており、ドル・円は2007年の120円台から2010年の80円台へ、ユーロ・円は160円台から105 - 120円台へと急激な円高が進行し、不安定化した。第45回衆議院議員総選挙により政権交代がおこり、藤井裕久財務大臣の円高容認発言から為替市場は一段の円高傾向を続け日本の景気回復は足止め状態となった。2010年欧州ソブリン危機（欧州債務危機）が発生し、同年9月15日には6年ぶりの為替介入が実施された。さらに、2011年になると米国債ショックやギリシャ経済危機などで円高ドル安や円高ユーロ安が引き起こされている。2012年12月16日に執行された第46回衆議院議員総選挙の結果、アベノミクスやインフレターゲットの設定を公約に掲げた自由民主党が大勝したため、2013年は過度な円高が一服している。

#### アベノミクス
2012年12月26日に首相に就任（復帰）した安倍晋三は、「大胆な金融政策」・「機動的な財政政策」・「民間投資を喚起する成長戦略」という3つの政策を柱とした「アベノミクス」を推し進め、低迷が続く日本の経済を復活させようと試みた。アベノミクスの量的緩和により急速な円安・株高が起こり2013年3月8日には日経平均株価がリーマンショック以前の水準に戻った。しかし、2014年4月1日から消費税増税が施行され、消費税率が5%から8%となったが、この政策で国民の消費が再び停滞する事となり、2014年11月18日、安倍首相は2015年10月1日に予定されていた8 %から10 %への消費税再増税を2017年4月1日に先送りすることを正式に表明した。2015年4月22日には日経平均株価が2万円を超えた。2016年6月1日には、再増税をさらに2年半先送りし2019年10月まで延期することが発表された。
この経済政策に関しては当初から専門家などの間で賛否両論が入り混じっており、安倍の首相就任からちょうど1年後の2013年12月の産経新聞社・FNNの合同世論調査では81.0 %の人が「景気回復を実感していない」と回答している。その一方で株価や求人倍率などの経済指標は改善している。また、アベノミクスの効果は大企業を中心に現れているが、中小・零細企業にはその効果は一部を除いて波及してはいないとされた。また、2013年に発表した「不動産市場における国際展開戦略」 は円安のおかげで成果を上げ、外国人投資家による日本の不動産買いは着々と進んでいる一方、安倍政権成立後、貿易収支は赤字に転落し、3年連続で史上最大の貿易赤字を更新している。いずれにせよ、安倍の突然の死もあり、評価は定まっていない。

#### 貿易・サービス収支の赤字転化と成熟債権国への移行
クローサーらの提唱した「国際収支発展段階説」の観点では、第二次オイルショックがほぼ鎮静化した1982年以降、約30年間に渡って日本の所得収支は一貫して年ベースで黒字であり、貿易・サービス収支も東日本大震災までは年ベースで黒字を保っていたことから、第二次オイルショックが鎮静化してから東日本大震災までは日本は未成熟債権国の段階にあったものと考えられている一方、東日本大震災以降は四半期ベースで貿易・サービス収支の赤字が続き、2014年まで史上最大の貿易赤字を更新していることから、東日本大震災などを契機として成熟債権国へ移行した可能性があるとも各方面より言われている。さらに、中期経済予測を安定して継続予測・発表している民間の大手シンクタンクである日本経済研究センターは、原子力発電所がすべて停止する悲観シナリオの中ではあるが、経常収支が2017年度に赤字になり成熟債権国から債権取崩国へ急速に移行する可能性までをも指摘した。

## 将来

### 長期停滞
バブル崩壊後、日本の経済の仕組みは大きく変貌を遂げ、今後も日本経済は不安材料が多い状態である。アジア四小龍、BRICSなどの新興諸国の台頭、とくに製品競争力の目に見える向上によって日本の地位低下が激しくなり、日本の低成長に対しアジアが高成長を続け、GDPは2010年に中国に抜かれて、40年近く守り続けてきた2位から3位に転落、一人当たりGDP順位も急降下して香港、シンガポールに抜かれ、韓国、台湾と並んだ。
21世紀に入って以降、日本経済を内需ではなく外需に頼るようになったことも懸念材料として挙げられている。内需は少子高齢化や賃金低下などで今後も縮小し続けると見られ、経団連などの財界や大企業は、生き残るために政治献金を行っている。

### 社会保障
厚生労働省の試算によると、このままでは2031年には厚生年金が破綻するとも予測しており、何かしらの対策が必要だという声もある。その対策として、2019年10月に消費税を10%に上げることが決まった。

## 研究史

### 近代歴史学
- 田口卯吉『日本開化小史』
- 内田銀蔵『日本近世史』
- 三浦周行
- 本庄栄治郎
- 有加喜左衛門
- 古鳥敏雄

### マルクス主義史学
大正時代から昭和戦後期にかけてマルクス経済学・唯物史観に基づいた日本経済史の研究が行われた。日本共産党では来たるべき社会主義革命の方法論を巡って日本資本主義論争が戦わされた。講座派は明治維新が不完全なブルジョア革命で、日本経済は半封建性を留めており、ブルジョア革命と社会主義革命の二段階革命が必要であることを唱えた。これに対し一段階革命論をとる労農派との激しい論争が繰り広げられた。「日本資本主義発達史講座」に依った講座派では山田盛太郎の『日本資本主義分析』が白眉であり、その分析は西洋経済史の大塚久雄と共に戦後まで大きな影響を与えた。
講座派
- 『日本資本主義発達史講座』
- 野呂栄太郎『日本資本主義発達史』
- 山田盛太郎『日本資本主義分析』
- 平野義太郎『日本資本主義の機構』
- 羽仁五郎『明治維新史研究』
- 労農派
- 猪俣津南雄『窮乏の農村』
- 大内力『日本資本主義の成立』『日本資本主義の発展』『日本資本主義の没落』

戦後
- 石母田正『中世的世界の形成』
- 遠山茂樹『明治維新』
- 遠山茂樹・今井清一・藤原彰『昭和史』
- 安良城盛昭
- 永原慶二『日本経済史』
- 石井寛治『日本経済史』
- 中村隆英『昭和史』
- 橋本寿朗『近代日本経済史』

### 現代の研究
総説
- 『岩波講座 日本経済史』
- 『岩波講座 日本経済の歴史』
- 高橋亀吉
- 武田晴人『日本経済史』
- 中西聡『日本経済史』
- 杉山伸也『日本経済史ー近世・近代』

数量経済史
- 大川一司・篠原三代平・梅村又次編『長期経済統計』
- 速水融『歴史人口学研究』
- 鬼頭宏『文明としての江戸システム』
- 田代和生
- 斎藤修『プロト工業化の時代』『比較経済史論』
- 寺西重郎『日本型資本主義』

シュンペーター経済史学
- 東畑精一『日本資本主義の形成』
- 土屋喬雄『日本資本主義の経営史的研究』
- ヒルシャマイヤー『日本における企業者精神の生成』

社会経済史
- 網野善彦

グローバルヒストリー
- 川勝平太『文明の海洋史観』

経済評論
- 野口悠紀雄『1940年体制』